# Henri Richelet
Pour les articles homonymes, voir Richelet (homonymie).
Henri Richelet, né le 16 juin 1944 à Frebécourt (Vosges) et mort à Paris le 18 mars 2020, est un peintre figuratif français.
Principalement connu pour ses toiles mettant en scène des corps torturés vigoureusement brossés, il est aussi l'auteur de délicats pastels, fusains et aquarelles sur le thème du temps qui passe ou du temps passé.

## Biographie
Né le 16 juin 1944 à Frebécourt (Vosges) de parents instituteurs, Henri Richelet suit d'abord les cours de l’École des beaux-arts de Nancy, puis ceux de l'École nationale supérieure des beaux-arts de Paris. Premier grand prix de la Casa de Velázquez à Madrid (catégorie gravure) en 1968, il y séjourne de 1968 à 1969. Il habite ensuite à Paris depuis les années soixante-dix après avoir séjourné quelques années au Québec. Il est marié à l'artiste peintre chilienne Ximena Armas.
Outre sa participation à des expositions de groupe depuis 1963, Richelet a réalisé de nombreuses expositions personnelles entre 1965 et 2014 en France, au Québec et au Chili. Il participe régulièrement à divers Salons : Salon d'automne, Salon de mai, Salon Comparaisons, Salon Grands et jeunes d’aujourd’hui, Salon de Boulogne-Billancourt, Salon d'art contemporain de Montrouge, Salon Figuration critique, Salon de Vitry.
Henri Richelet meurt de la Covid-19 à Paris à l’âge de 75 ans le 18 mars 2020 . Il est l’une des toutes premières personnalités françaises à être victime de la pandémie.

## Œuvre
Richelet, qui aime provoquer avec humour, dit aussi admirer les jeux d'ombre et de lumière de Georges de La Tour. Bon nombre de ses toiles, qui font ressortir sur fonds noirs des chairs livides et blêmes de corps brisés et mutilés qui se tendent, tombent et se recroquevillent, rappellent effectivement le maître lorrain. Le sexe et la mort sont omniprésents, dans une répétition ad nauseam.
La même obsession du temps qui passe se retrouve en filigrane dans les « séries » poursuivies méthodiquement
sous différents thèmes tels que Fumées, Ampoules, Lampes, Bulles ou  Sabliers. Depuis ses cinquante ans, Richelet archive le temps au travers d'aquarelles journalières au format carte postale. Ainsi, la série Ciels forme une bande annuelle de 55 mètres de long, dont chaque élément est méticuleusement daté, avec indication de l'heure, de la position géographique et parfois de la température et du temps. En assimilant le temps qui s'écoule au temps qu'il fait, Richelet fait peut-être sienne la cosmogonie exposée par Hésiode dans les Travaux et les Jours.
Richelet réutilise cette technique pour présenter deux fois 27 torses anthropométriques d'un homme et d'une femme nus et vieillissants. Une autre série a pour prétexte les photographies altérées de trois générations de ses ancêtres, illustrant
l'apophtegme qui hante le reste de son œuvre : « Vanité des vanités et tout est vanité ».

## Œuvres dans les collections publiques
- Musée national centre d'art Reina Sofía, Madrid, Espagne : 
  - Coucou ! : eau forte, résine (50 × 64 cm)
  - Duo en trois mouvements : eau forte, résine (50 × 32 cm)
- Musée national des beaux-arts de Santiago, Chili
  - Ne pas toucher : encre de Chine sur papier (51 × 60 cm)
- Museo de la Solidaridad Salvador Allende (en), Santiago, Chili
  - Derniers outrages : huile sur toile (100 × 81 cm)

## Expositions

### Expositions personnelles
- 1965 : Casino de  Contrexéville, France.
- 1968 : Maison des Beaux-Arts, Paris.
- 1971 :
  - Galerie Baudelaire, Québec.
  - Galerie Chantauteuil, Québec.
- 1974 : Galerie L’Art du Monde, Paris.
- 1976 : Galerie L'Estuaire, Honfleur, France.
- 1990 : Galerie Ceibo, Paris.
- 1996 : Hôtel de Ville, Neufchâteau, France.
- 1998 : Galerie Thermale, Contrexéville, France.
- 1999 : Galería Modigliani, Viña del Mar, Chili.
- 2001 :
  - Musée Roybet–Fould, Courbevoie, France.
  - Galerie Aux créations du possible, Paris.
  - Museo Nacional de Bellas Artes, Santiago, Chili.
- 2006 : Galería Modigliani,  Viña del Mar, Chili.
- 2007 : Le Trait d’Union,  Neufchâteau, France.
- 2014 : Hôtel Collenel, Neufchâteau, France.

### Principales expositions de groupe
- 1969 & 1970 :
  - Casa de Velázquez, Madrid.
  - Salle Comtesse de Caen, Institut de France, Paris.
- 1977–1978 : « La Boîte », ARC 2, Musée d'Art Moderne, Paris.
- 1981 : « Cent gravures contemporaines », Aulnay-sous-Bois, France.
- 1982 & 1987 :
  - Casa de Velázquez, Madrid.
  - Salle Comtesse de Caen, Institut de France, Paris.
- 1991 : « Art contemporain international », Château de la Bonnetière, Haut-Poitou, France.
- 1996 : « 3e Festival de l’art actuel », Château d’O, Orne, France.
- 1997 : Festival d’art « Dialogue Est-Ouest », Vayolles, France.
- 2000 : « Variations », Espace Belleville, Paris.
- 2003 : « Hommage à S. Allende », Ris-Orangis, France.
- 2004 : « George Sand, interprétations », Couvent des Cordeliers, Châteauroux, France.